# McLaren MP4-30
La McLaren MP4-30 è un'automobile monoposto sportiva di Formula 1, costruita dalla casa automobilistica McLaren per partecipare al Campionato mondiale di Formula 1 2015.

## Contesto

### Il ritorno della Honda in Formula 1

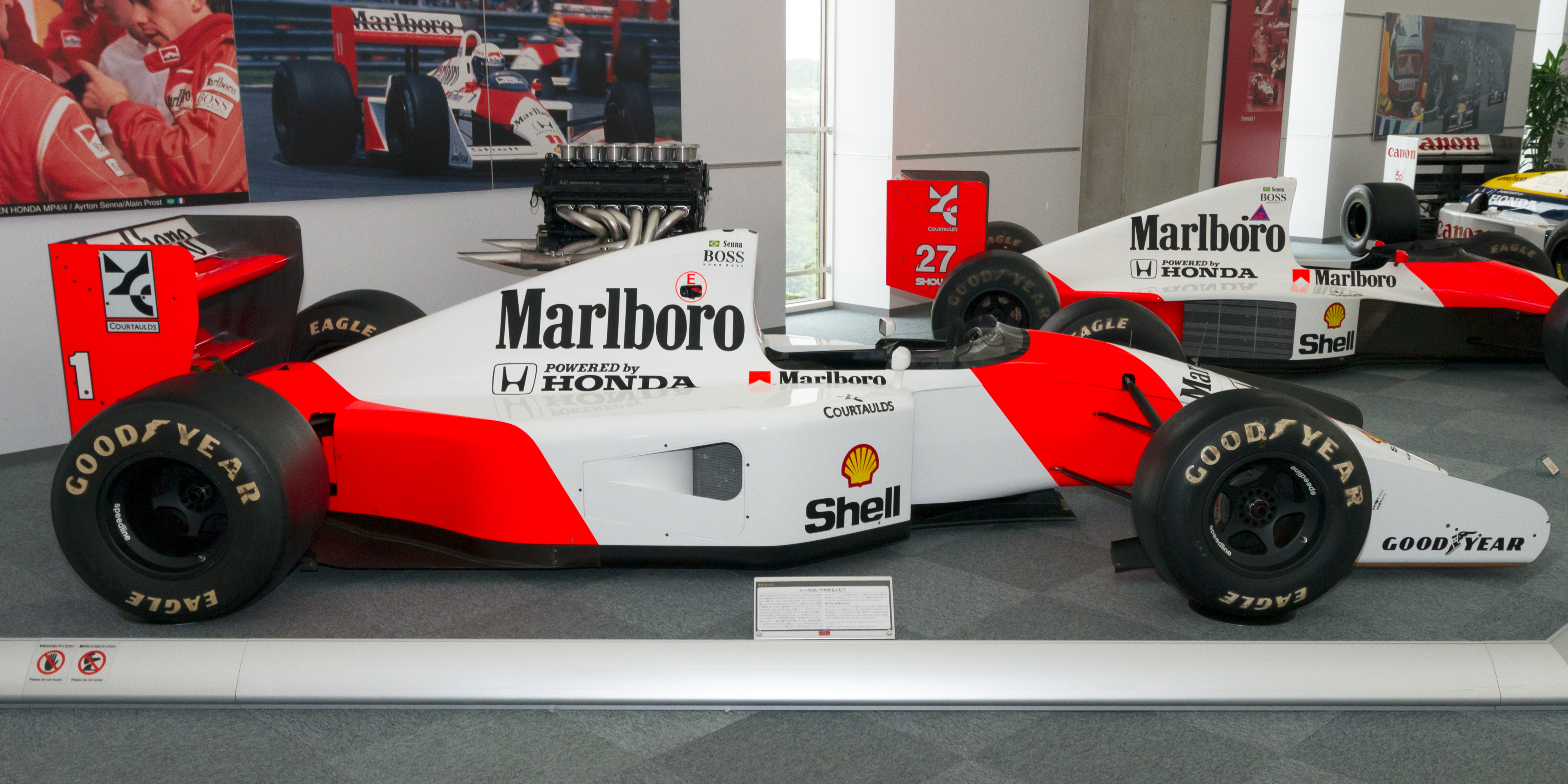
La McLaren MP4/7 del 1992, l'ultima McLaren a motore Honda prima della MP4/30

Il 15 maggio 2013, la Honda annuncia ufficialmente il ritorno come motorista in Formula 1: per la prima volta dal Gran Premio del Brasile 2008 un propulsore della casa giapponese sarà presente al via del campionato, andando a riformare la storica partnership con la McLaren che si è rivelata vincente tra la fine degli anni '80 e i primi anni '90 con il duo Senna-Prost, prima che la casa giapponese lasciasse il paddock alla fine del 1992.
Di conseguenza, la McLaren perde la fornitura dei motori da parte della Mercedes, mettendo fine a una collaborazione durata per due decenni, nei quali il team inglese ha conquistato l'iride mondiale nel biennio 1998-1999 con Mika Häkkinen e nel 2008 con Lewis Hamilton.

### Piloti

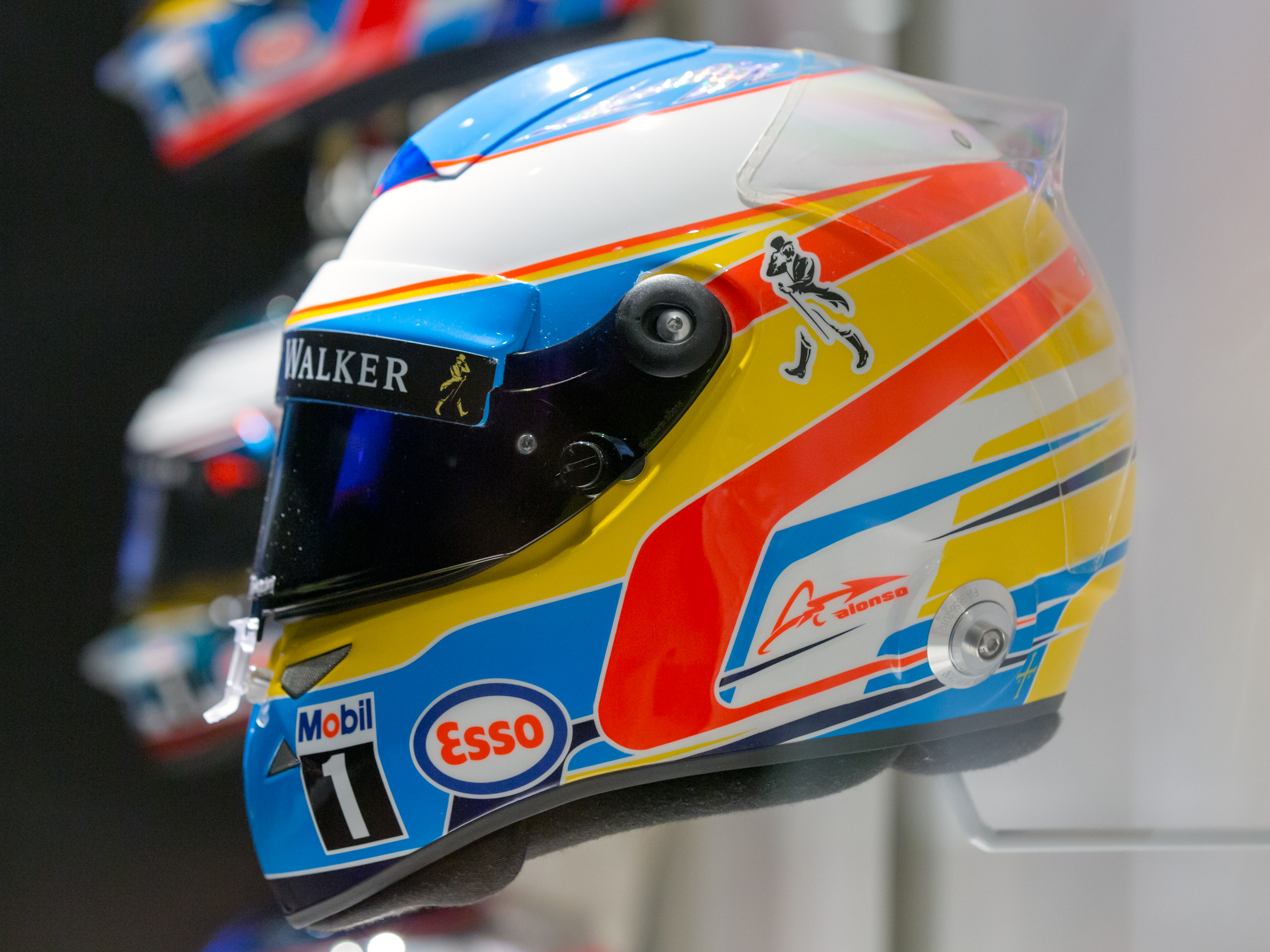
il casco utilizzato da Fernando Alonso per il mondiale 2015, il secondo da pilota McLaren

La McLaren riconferma per il sesto anno di fila il campione del mondo 2009 Jenson Button,  al quale il team decise di affiancare Fernando Alonso: per l'ex ferrarista è un ritorno, avendo già corso per il team nel 2007. Kevin Magnussen (pilota titolare nella stagione precedente) e Stoffel Vandoorne saranno i collaudatori.

## Sviluppo

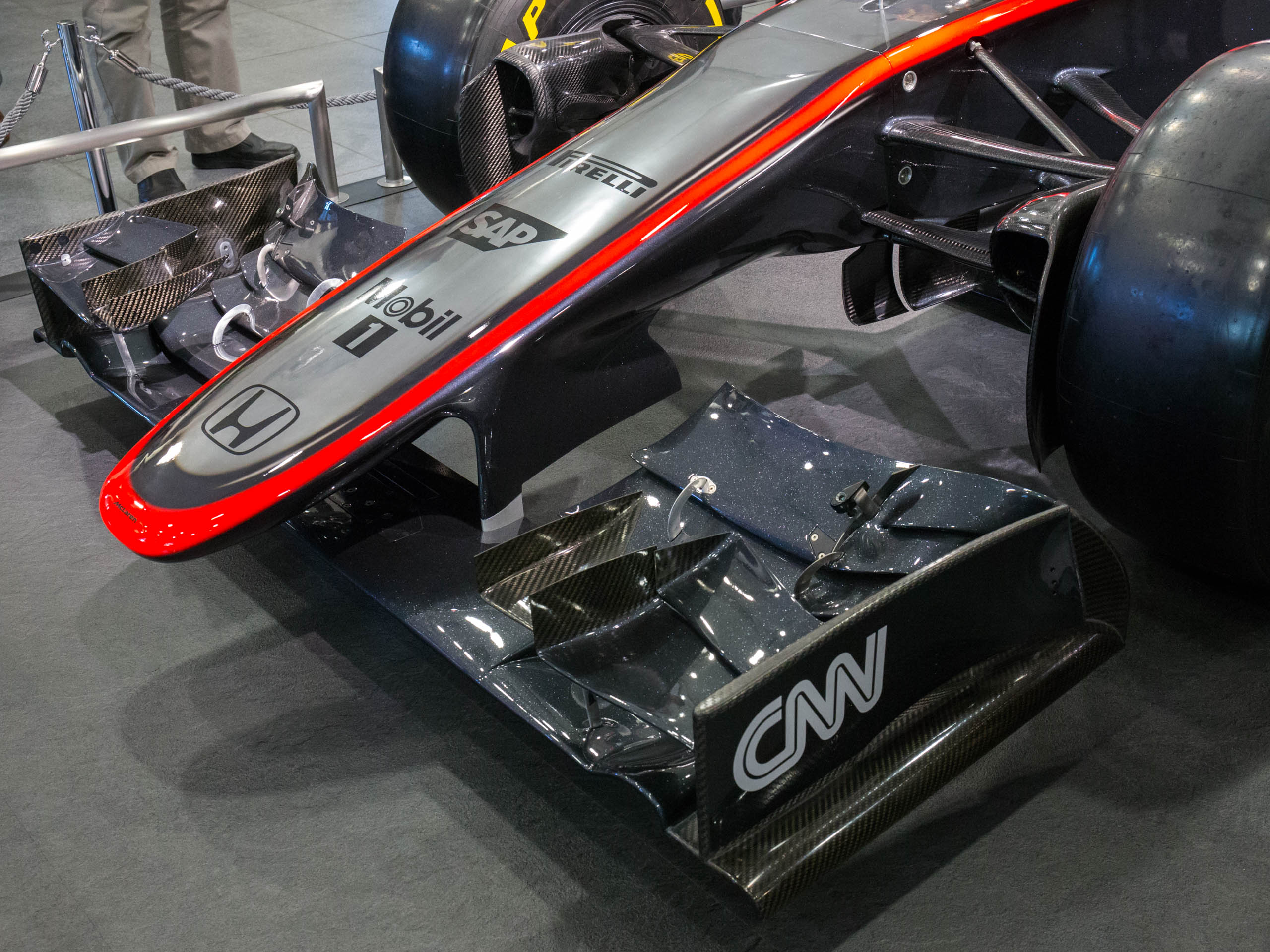
L'affusolato musetto usato nella prima parte della stagione

### Meccanica
A seguito dell'annuncio ufficiale del ritorno della Honda in Formula 1, il motore che sarebbe stato utilizzato dalla MP4-30 trascorse diciotto mesi di sviluppo mentre il team ha nel frattempo utilizzato la power-unit PU106A Hybrid Mercedes nella precedente McLaren MP4-29 per tutta la stagione 2014. La power unit, denominata RA615H, disponeva come da regolamento, oltre al classico motore a combustione interna, del sistema ERS composto da MGU-K (capace di sprigionare come velocità massima di rotazione 50.000 giri al minuto, potenza massima 120 KW, recupero massimo di energia 2MJ per giro, distribuzione massima di energia 4MJ per giro) ed MGU-H (velocità massima di rotazione 125.000 giri al minuto, potenza massima illimitata, recupero e distribuzione di energia senza alcun limite massimo.), oltre alle batterie che avevano un peso stimato tra i 20 e 25 kg. Nel complessivo, l'unità ibrida pesava appena 145 chilogrammi ed era sovralimentata da un compressore monostadio e una turbina collegati mediante un albero comune. Il sistema di iniezione era diretto ed in grado di lavorare a una pressione massima di 500 bar con un solo iniettore per ogni cilindro, mentre il flusso di carburante era di 100 kg/ora. Il motore a combustione interna, 1600 di cilindrata, seguiva uno schema di sei cilindri a V di 90° e disponeva di 24 valvole (4 per ogni cilindro) con regime di rotazione massimo di 15000 giri/minuto.
Per quanto riguarda le sospensioni, il team decise di adottare il sistema push-rod a triangoli sovrapposti nella parte anteriore e pull-rod a triangoli sovrapposti nella parte posteriore, mentre subentrarono la Enkei e la Akebono come fornitori di cerchi e sistema frenante.

### Elettronica
Tutta l'elettronica è realizzata dalla McLaren Applied Technologies, compresa unità di controllo del telaio, power unit, acquisizione dati, alternatore, sensori, analisi dei dati e telemetria, mentre la radio è fornita ancora una volta dall'azienda inglese Kenwood.

### Telaio e aerodinamica

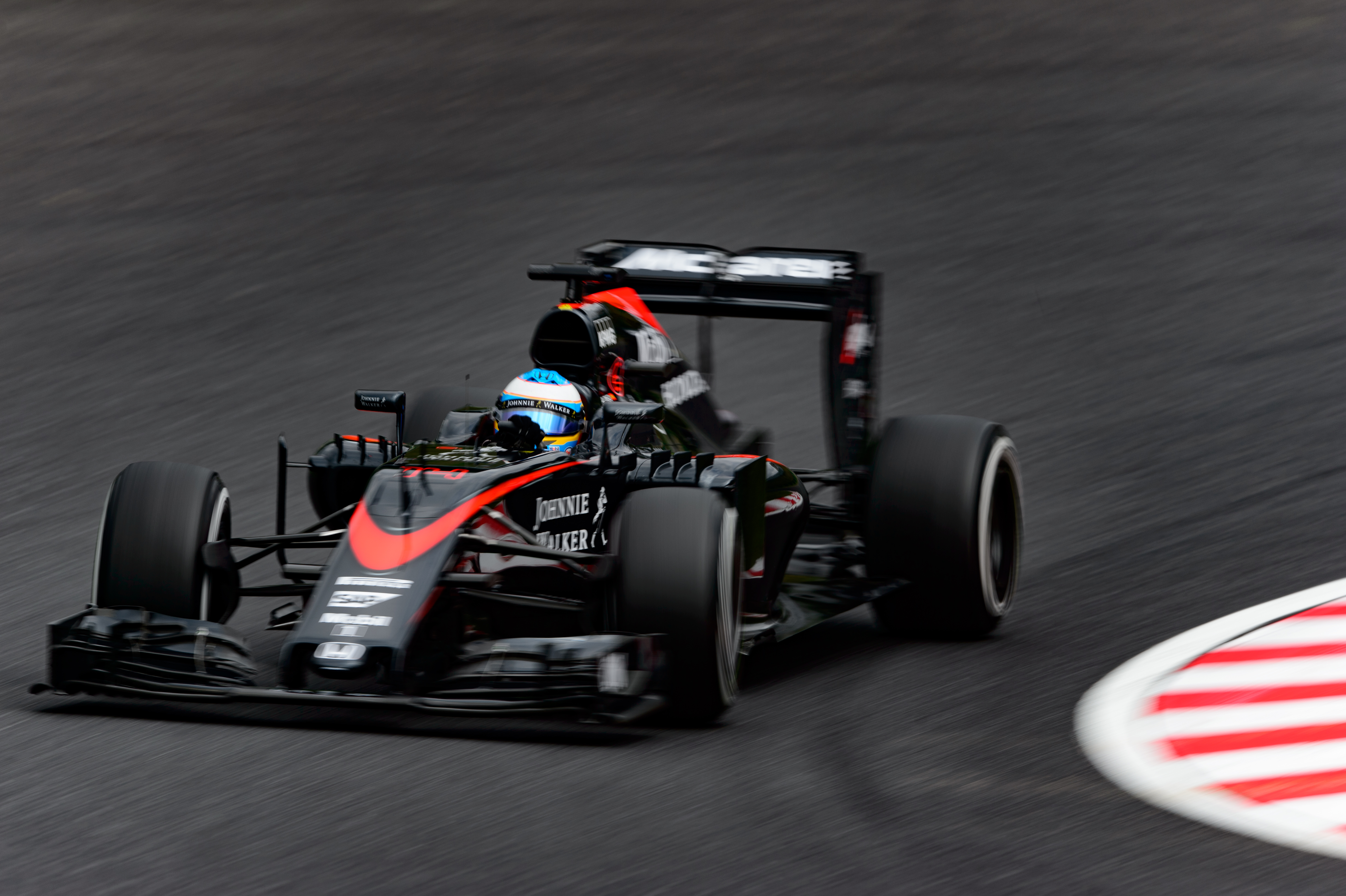
Alonso in azione durante il Gran Premio del Giappone: la MP4/30 monta una configurazione di muso anteriore introdotta dal team in Austria

Sia il telaio che l'aerodinamica che comprende: la copertura del motore, fiancate, fondo scocca, muso, ala anteriore e posteriore, compreso il sistema DRS azionato dal conducente sono realizzati in fibra di carbonio. Diversamente dalla stagione passata, anche la McLaren, così come altri team, cambiarono filosofia nella progettazione del muso anteriore: nel caso del team inglese venne inizialmente progettato un muso largo dai bordi arrotondati che superava in lunghezza anche l'ala, per poi passare, a partire dal Gran Premio d'Austria a una versione più corta che presentava una protuberanza centrale e due piloni laterali che collegavano direttamente il muso all'alettone anteriore

### McLaren MP4/29H e i primi problemi di affidabilità

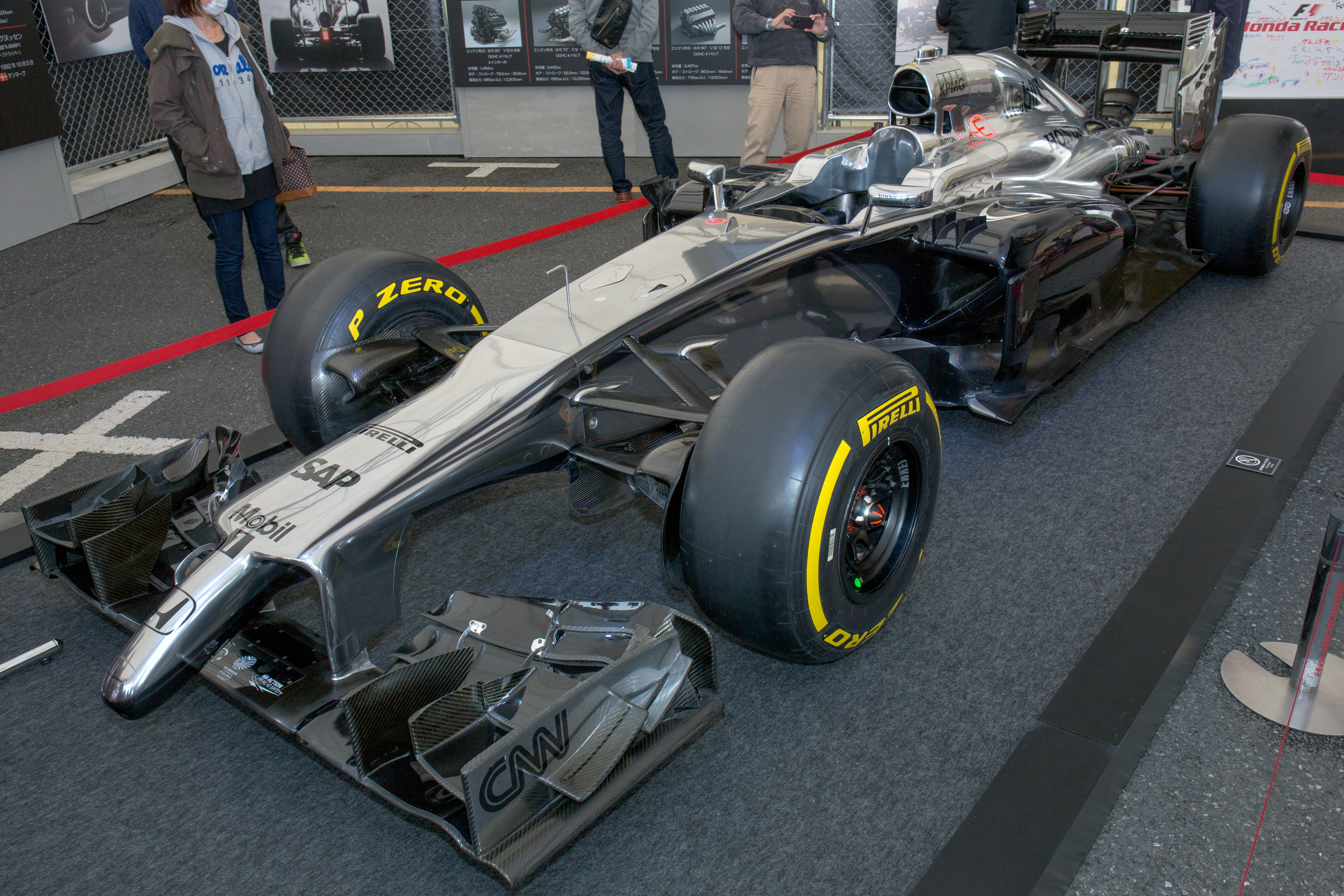
La McLaren MP4/29 riadattata per alloggiare il V6 Honda: la vettura sarà il banco di prova per la progettazione della MP4/30

Lo sviluppo della McLaren MP4-30 è iniziato con la McLaren MP4-29H una variazione della MP4-29 che è stata sviluppata per testare il nuovo motore Honda del team. La monoposto ha effettuato lo shakedown sul Circuito di Silverstone con il collaudatore Oliver Turvey alla guida, mentre ha svolto un'ulteriore sessione di test ad Abu Dhabi dove è stata guidata dal test driver Stoffel Vandoorne, riscontrando già dal primo giorno di prove problemi di affidabilità che si sono protratti anche il giorno seguente, con il collaudatore belga che in questa due giorni di test riuscirà a completare solo cinque giri senza riuscire a segnare un tempo cronometrato.

## Presentazione
La vettura è stata presentata il 29 gennaio 2015, al McLaren Technology Centre di Woking.

## Livrea e sponsor
Al momento della presentazione, la MP4-30 appariva cromaticamente molto simile alla monoposto impiegata nel mondiale 2005: la livrea era infatti di color grigio-argenteo (più stemperato rispetto a quello adottato nell'era Mercedes-Benz) con vistosi inserti arancioni fluorescenti che abbracciavano il muso proseguendo fino alla zona dell'abitacolo, ivi compresi gli specchietti. Le fiancate erano invece colorate in nero.
La vettura era priva di sponsor principali e le tute dei piloti erano bianche.
Interpellato in merito alla succitata somiglianza della livrea con quella delle vetture degli anni precedenti, Ron Dennis disse che l'idea di adottare uno schema cromatico differente sarebbe stata presa in considerazione solo se richiesta da uno sponsor particolarmente munifico: egli descrisse la colorazione della MP4-30 come la "vera livrea" della scuderia britannica, indicando l'arancio fluorescente come autentico colore istituzionale McLaren e negando la sussistenza di una chiara rassomiglianza del grigio con l'argento dell'ex motorista Mercedes.
A dispetto di ciò, in occasione del Gran Premio di Spagna, nel mese di maggio, la livrea venne sensibilmente modificata: la carrozzeria assunse di base una colorazione nera, mentre gli inseriti arancioni (ampliati rispetto a inizio stagione) vennero declinati in una tonalità tendente al rosso.

## Piloti
| Piloti ufficiali       | Piloti ufficiali  | Piloti ufficiali  |
| Nazione                | Nome              | Numero            |
| ---------------------- | ----------------- | ----------------- |
| Regno Unito (bandiera) | Jenson Button     | 22                |
| Spagna (bandiera)      | Fernando Alonso   | 14                |
| Collaudatori           |                   |                   |
| Nazione                | Nome              | Nome              |
| Danimarca (bandiera)   | Kevin Magnussen   | Kevin Magnussen   |
| Belgio (bandiera)      | Stoffel Vandoorne | Stoffel Vandoorne |

## Stagione

### Test

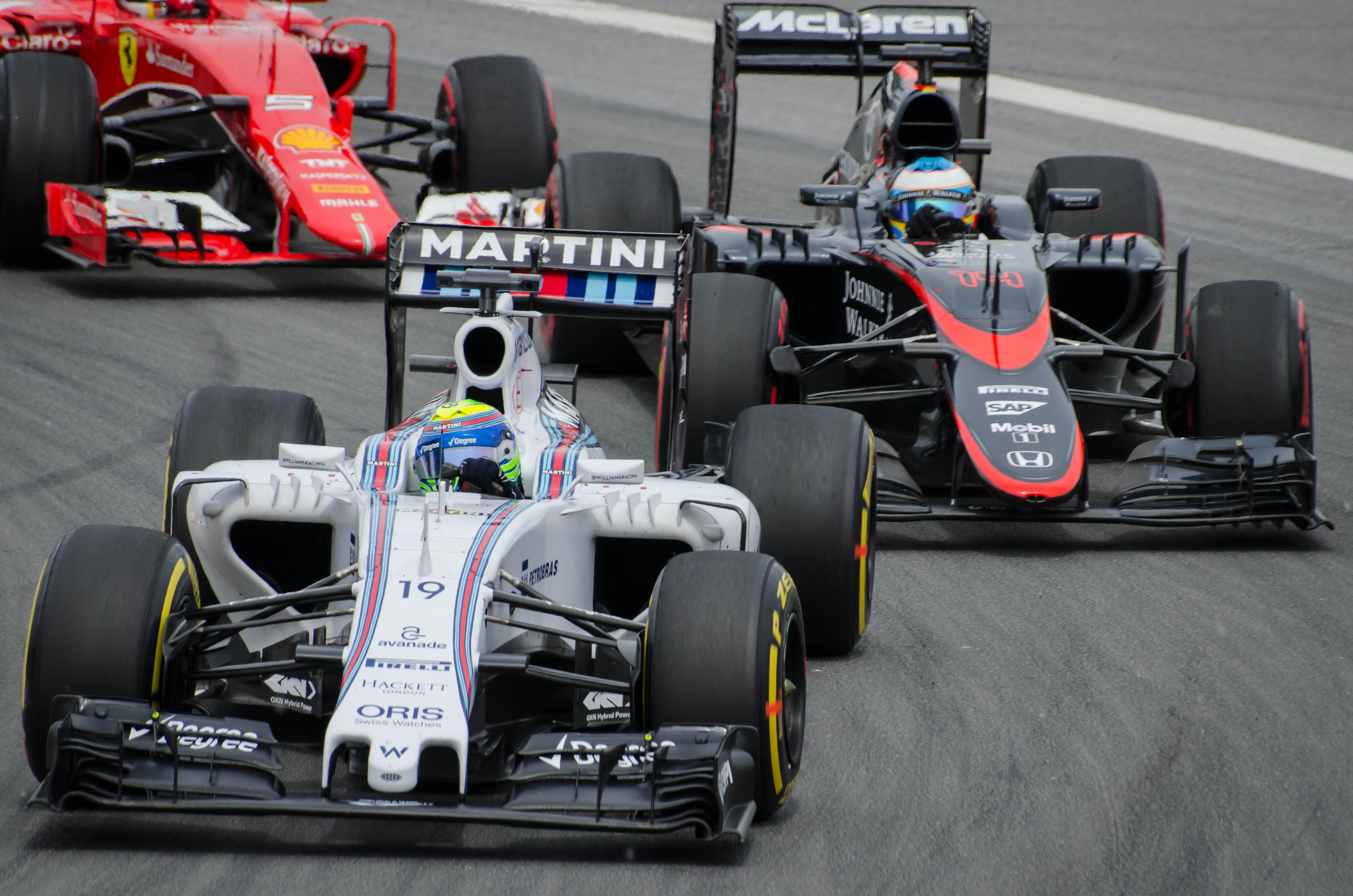
Fernando Alonso, qui in lotta con la Williams di Felipe Massa, subì un incidente durante i secondi test di Barcellona

Ai test di Jerez svolti tra il 1° e il 4 febbraio 2015, la McLaren continuò a riscontrare problemi di affidabilità in tutte e quattro le giornate di test, tant'è che la prima giornata di prove finì per il team già a mezzogiorno con appena 6 giri percorsi e un miglior tempo di 1'40"738, 18 secondi più lento del miglior giro segnato da Sebastian Vettel.
Non va meglio nella seconda giornata, chiusa anche in questo caso anzitempo con solo altri 6 giri percorsi e un crono di 1'54"655. 
La situazione migliora solo alla terza giornata, con Alonso che riesce a completare 32 giri prima di fermarsi ai box a causa di un problema al sistema di raffreddamento dell'acqua, mentre nella quarta e ultima giornata, Button completò 35 giri segnando il miglior crono di questi test per il team in 1:27:660 prima di avere problemi alla pompa della benzina.
Nei primi test di Barcellona svolti tra il 19 e il 22 febbraio 2015, la vettura diede forfait al primo giorno di prove a causa di un problema all'MGU-K mentre il secondo giorno non si riscontrò alcun tipo di problema alla vettura ed Alonso completò 59 giri segnando un tempo di 1'25"961, ad un secondo e quattro decimi dalla Red Bull di Daniel Ricciardo.
I problemi all'MGU-K si ripresentarono però al terzo giorno, limitando Button a completare solo 20 giri nonostante la componente danneggiata fosse nuova. Nell'ultimo giorno di prove, Alonso uscì di pista alla curva 3: nonostante la non elevata velocità, il pilota spagnolo venne trasportato all'ospedale per accertamenti: il pilota rimase ricoverato per tre notti, rinunciando precauzionalmente al secondo test del Montmelò e al Gran Premio d'Australia. Inoltre, Alonso rivelerà poi che l'incidente aveva temporaneamente cancellato 20 anni della sua memoria, recuperandola solo una settimana dopo l'impatto.
Nei secondi test di Barcellona Kevin Magnussen prese il posto di Alonso, ma il team riuscì a compiere solo 170 giri in quattro giorni, prova del fatto che anche in questi test ha riscontrato i soliti problemi di gioventù del propulsore in tutte e quattro le giornate.

### Campionato

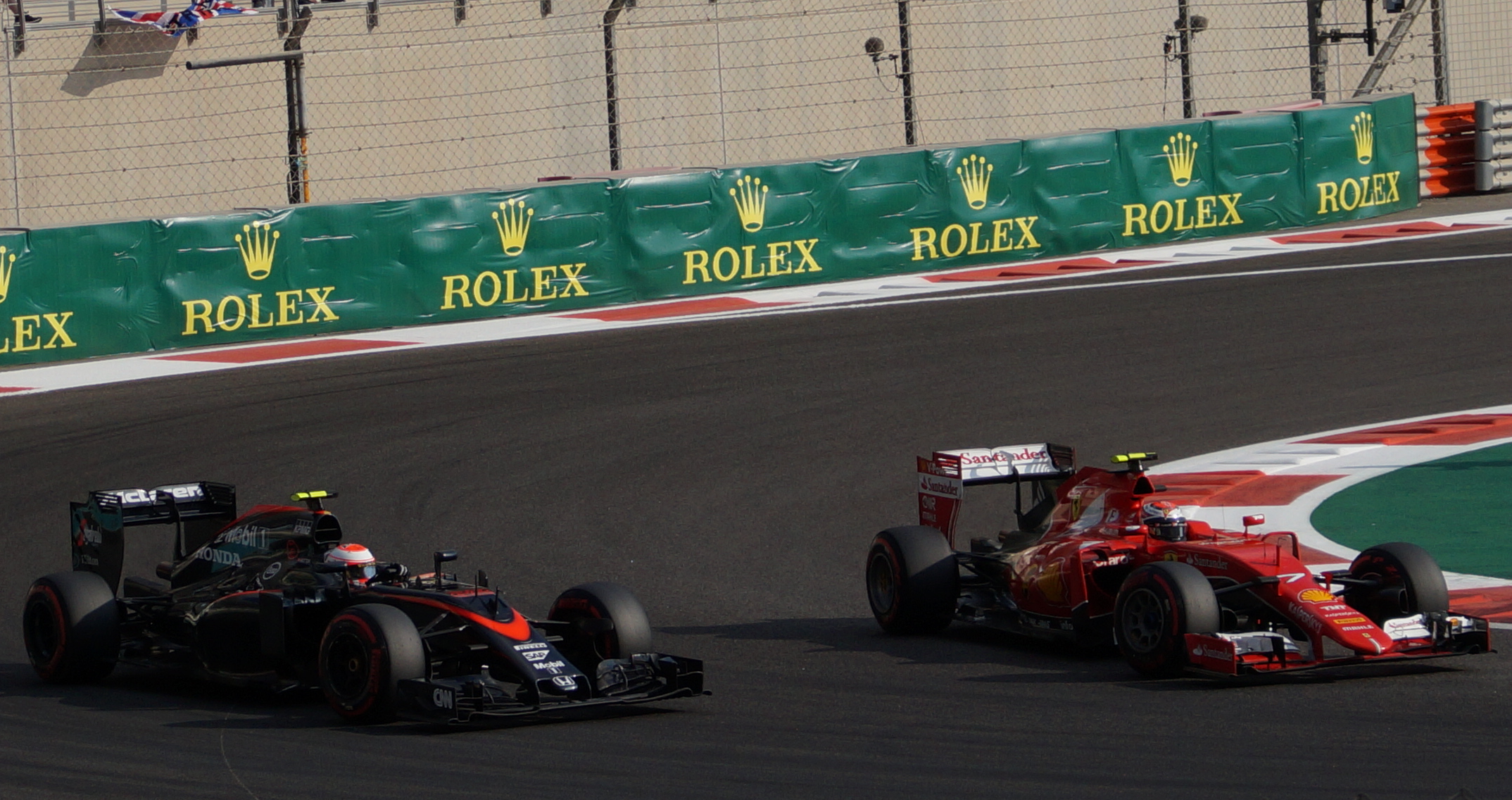
Jenson Button in lotta con la Ferrari di Kimi Räikkönen nel Gran Premio di Abu Dhabi

Si arriva dunque alla prima gara in Australia, dove i problemi della vettura persistono anche nelle prove libere. Ancora peggio durante la qualifica, dove sia Button che Magnussen (che sostituisce Alonso a causa dell'infortunio di quest'ultimo) vengono eliminati al Q1 con il 17º e il 18º tempo davanti solo alle due Marussia che non registrarono però alcun tempo cronometrato, mentre in gara Button chiude 11º (ed ultimo) a 2 giri e Magnussen non parte neanche a causa di problemi al motore.
In Malesia torna Alonso, ma la situazione non migliora né in prova né in gara, dove il team subisce un doppio ritiro.
La situazione all'interno del team è un disastro, dopo 5 gare la McLaren è ultima in classifica con 0 punti e in qualifica è riuscita ad accedere in Q2 una sola volta con entrambe le macchine, in Spagna.
Al Gran Premio di Monaco, però, arrivano i primi punti del team con Button che, partendo decimo a causa delle penalità inflitte a Carlos Sainz Jr. e Romain Grosjean e aiutato anche dalla conformazione del circuito che non permette di sorpassare agevolmente, riesce a chiudere all'ottavo posto finale. Tuttavia, la crisi di risultati riparte dal Gran Premio del Canada e si protrae per quattro gare, toccando il punto più basso della stagione in Austria dove le due MP4/30 sono costrette a scontare pesanti penalità in quanto il team aveva già superato, a nemmeno metà stagione, il numero massimo di propulsori utilizzabili in tutto l'arco del campionato..
In Gran Bretagna fu invece Alonso a concludere in zona punti, cogliendo così il primo punto in stagione grazie anche alle condizioni meteo avverse.
In Ungheria, i due alfieri della McLaren sorpresero tutti disputando la miglior gara dell'anno: Alonso riuscì ad arrivare quinto tenendo dietro Lewis Hamilton che si era fermato ai box dopo aver rotto l'ala anteriore mentre Button chiuse nono ottenendo così il primo (ed unico in stagione) arrivo a punti con entrambe le vetture. In Belgio la Honda portò un'ulteriore specifica al motore che, secondo i tecnici giapponesi, disponeva di 15 cv di potenza in più rispetto alla vecchia unità; Tuttavia, la McLaren dovette scontare nuovamente una doppia penalizzazione in griglia, che ammontava complessivamente a 105 posizioni da scontare. Nonostante ciò, i risultati non arrivarono per 4 gare di fila e la crisi all'interno della scuderia iniziava già ad andare oltre i risultati, superando il limite durante il Gran Premio del Giappone quando Alonso, dopo aver subito un sorpasso all'esterno in pieno rettilineo dalla Toro Rosso di Max Verstappen sbottò in radio con la celeberrima frase GP2 engine, comparando il propulsore nipponico a un motore usato nella categoria cadetta. Nel resto della stagione l'iberico non andò più a punti mentre Button riuscì a cogliere un nono posto in Russia e un sesto in Texas.
La McLaren chiude quindi la stagione 2015 al 9º posto finale nei costruttori davanti alla sola Marussia: per Alonso, 17° con 11 punti totali, si tratta della sua peggior stagione, avendo fatto peggio solo all'esordio in Formula 1 con la Minardi, mentre Button chiude subito davanti allo spagnolo con 16 punti. Inoltre il team di Woking non riuscì ad ottenere una vittoria per il terzo anno di fila, né tantomeno un podio, evento verificatosi fino ad allora solo in quattro occasioni (1966, 1967, 1980 e 2013). Complessivamente la vettura fu giudicata dagli addetti ai lavori come lenta e inaffidabile, tradendo, tra l'altro, i proclami di vittoria della stessa Honda di inizio anno

## Risultati F1
| Anno | Team    | Motore          | Gomme | Piloti    |     |     |    |    |     |     |     |     |     |   |    |    |     |    |    |    |     |    |    | Punti | Pos. |
| ---- | ------- | --------------- | ----- | --------- | --- | --- | -- | -- | --- | --- | --- | --- | --- | - | -- | -- | --- | -- | -- | -- | --- | -- | -- | ----- | ---- |
| 2015 | McLaren | Honda RA615H V6 | P     | Alonso    | INF | Rit | 12 | 11 | Rit | Rit | Rit | Rit | 10  | 5 | 13 | 18 | Rit | 11 | 11 | 11 | Rit | 15 | 17 | 27    | 9º   |
| 2015 | McLaren | Honda RA615H V6 | P     | Button    | 11  | Rit | 14 | NP | 16  | 8   | Rit | Rit | Rit | 9 | 14 | 14 | Rit | 16 | 9  | 6  | 14  | 14 | 12 | 27    | 9º   |
| 2015 | McLaren | Honda RA615H V6 | P     | Magnussen | NP  |     |    |    |     |     |     |     |     |   |    |    |     |    |    |    |     |    |    | 27    | 9º   |

| Legenda | 1º posto     | 2º posto | 3º posto    | A punti         | Senza punti/Non class.  | Grassetto – Pole position Corsivo – Giro più veloce |
| Legenda | Squalificato | Ritirato | Non partito | Non qualificato | Solo prove/Terzo pilota | Grassetto – Pole position Corsivo – Giro più veloce |